# آنتونی کندی
آنتونی مک‌لوئد کندی (به انگلیسی: Anthony McLeod Kennedy) (متولد ۲۳ ژوئیه ۱۹۳۶) یکی از هشت قاضی دستیار دیوان عالی ایالات متحده آمریکا (۱۹۸۸ تا ۲۰۱۸) بود که توسط رونالد ریگان در سال ۱۹۸۸ پس از بازنشستگی سندرا دی اوکانر نامزد و انتخاب شد. وی همواره رأی‌دهنده مردد در پرونده‌های مرزی (۵-۴) بوده‌است.